# Arcola (Olaszország)
Arcola (ligur nyelven Àrcoa) település Olaszországban, Liguria régióban, La Spezia megyében. Lakosainak száma 10 147 fő (2023. január 1.). Arcola Lerici, Vezzano Ligure, La Spezia és Sarzana községekkel határos.

## Népesség
A település népességének változása:
| Lakosok száma | 10 655 | 10 549 | 10 147 |
|               | 2017   | 2018   | 2023   |